# 제창 (전한)
제창(齊昌, ? ~ ?)은 전한 중기의 제후로, 개국공신 제수의 현손이다.

## 생애
원정 2년(기원전 115년), 아버지 제연거의 뒤를 이어 평정후(平定侯)에 봉해졌다.
원정 4년(기원전 113년), 죄를 지어 작위가 박탈되었다.

## 출전
- 사마천, 《사기》
  - 권19 혜경간후자연표
- 반고, 《한서》
  - 권16 고혜고후문공신표

| 선대 아버지 평정강후 제연거 | 전한의 평정후 기원전 115년 ~ 기원전 113년 | 후대 (봉국 폐지) |